# Rotte (Jagd)
Als Rotte bezeichnet der Jäger in der Jägersprache den Zusammenschluss von mehreren Wildschweinen.
Eine Rotte, auch als Sounder bezeichnet, besteht nicht nur aus einer Bache und ihren Frischlingen, sondern aus mehreren Bachen, ihren Frischlingen und Überläufern, den Einjährigen beiderlei Geschlechtes des letzten Jahrgangs. Die älteren Keiler werden aus der Rotte ausgeschlossen und bleiben der Rotte, außer in der Rauschzeit (Fortpflanzung), fern.
In Europa ist die Wildschweinrotte unterschiedlich stark, typischerweise bis 20 Tiere. Zu Teilungen kommt es, wenn sich Bachen um die Funktion der Leitbache streiten. Schweinerotten in anderen Weltgegenden können aber durchaus wesentlich mehr Tiere umfassen, zum Beispiel bei den Nabelschweinen bis zu drei- oder vierhundert Tiere.